# Protodiscoelius schachovskoyi
Protodiscoelius schachovskoyi är en stekelart som först beskrevs av Abraham Willink 1957.
Protodiscoelius schachovskoyi ingår i släktet Protodiscoelius och familjen Eumenidae. Inga underarter finns listade i Catalogue of Life.